# Tot de doden
Tot de doden is een compositie van Rob Goorhuis die gebruikt wordt bij de Nederlandse Nationale Dodenherdenking. Het stuk is gecomponeerd in opdracht van het Nationaal Comité 4 en 5 mei in 1999 en aangepast in 2000. Sindsdien wordt het jaarlijks gespeeld bij de Nationale Dodenherdenking op de Dam in Amsterdam, met twee delen voor de kranslegging, het tweede door het staatshoofd, en twee delen erna. 
Vanwege Covid-19 werd het werk in 2020 door Rob Goorhuis bewerkt voor een ensemble van 19 blazers en pauken. In 2021 volgde een bewerking voor een afgeslankt harmonieorkest, in verband met de onzekerheid over de mogelijkheden van uitvoering. Dat betekent dat er thans drie versies van het werk bestaan, die naar believen kunnen worden ingezet. 
De compositie is vernoemd naar het gelijknamige gedicht van Ed Hoornik.